# Lenkwinkel
Unter Lenkwinkel wird der mittlere Radlenkwinkel einer gelenkten Achse im kräftefreien Zustand verstanden. Der Lenkwinkel kann somit nur auf dem Lenkungsprüfstand auf reibungsarmen Rollplatten gemessen oder rein kinematisch mit Hilfe von Rechenprogrammen ermittelt werden. Die während der Fahrt tatsächlich auftretenden Radlenkwinkel dürfen nicht mit dem Lenkwinkel verwechselt werden, da hier kinematische und elastische Anteile enthalten sind.
Der Lenkwinkel ist eine Funktion des Lenkradwinkels {\displaystyle \delta _{H}}. Bei konstanter Gesamtlenkübersetzung {\displaystyle i_{S}} ist der Lenkwinkel {\displaystyle \delta } der Quotient aus Lenkradwinkel und Gesamtlenkübersetzung:
{\displaystyle \delta ={\frac {\delta _{H}}{i_{S}}}}
Der Lenkwinkel wird in der Fahrdynamik bei der Bestimmung des Eigenlenkgradienten verwendet. Bei Fahrzeugen mit Allradlenkung ist der Lenkwinkel die Differenz der Lenkwinkel von Vorderachse und Hinterachse:
{\displaystyle \delta =\delta _{v}-\delta _{h}}
Derjenige Lenkwinkel, der zum langsamen Befahren einer Kurve erforderlich ist, wird als Ackermannwinkel bezeichnet. Er ist näherungsweise das Verhältnis von Radstand {\displaystyle l} und Kurvenradius {\displaystyle R}.
{\displaystyle \delta _{A}\approx {\frac {l}{R}}}